# Parnassia qinghaiensis
Parnassia qinghaiensis är en benvedsväxtart som beskrevs av Jin Tang Pan. Parnassia qinghaiensis ingår i släktet Parnassia och familjen Celastraceae. Inga underarter finns listade.